# Jacques Simmler
Jacques Simmler (eigentlich Hans Jakob Simmler, geboren 29. oder 30. Juli 1841 in Zürich; gestorben 11. Februar 1901 ebenda) war ein Schweizer Architekt des Historismus. Gemeinsam mit Henri Bourrit führte er von 1869 bis 1887 in Genf das Architekturbüro Bourrit und Simmler.

## Ausbildung und Karriere
Simmler zeigte schon beim Schulbesuch in Zürich zeichnerisches Talent und absolvierte eine Berufslehre bei Ferdinand Stadler. Ausserdem besuchte er Vorlesungen bei Gottfried Semper am Eidgenössischen Polytechnikum, bei dem er in der Folge auch beschäftigt war. Dort lernte er seinen späteren Partner Bourrit kennen. Nach einem kurzen Aufenthalt in Vevey folgte er diesem 1865 nach Südfrankreich, wo die beiden ein gemeinsames Büro gründeten. Dieses bestand – mit Umzug 1868 nach Genf – insgesamt über zwanzig Jahre. Nach der Trennung von Bourrit kehrte er 1897 nach Zürich zurück und führte bis an sein Lebensende ein eigenes Büro, in das er 1894 seinen Mitarbeiter zu Simmler und Baur hereinnahm.

## Werkauswahl
Bourrit und Simmler
- Evangelische Kirche, Menton zwischen 1864 und 1868
- Villa Britannique, Cannes
- Evangelische Kirche, Annecy 1870
- Wohn- und Geschäftshäuser, Carrée Boulevard Georges Favon/Rue du Stand/Quai de la Poste 1871[1]
- Reformierte Kirche, Freiburg 1874–1875[2]
- Temple Indépendant, La Chaux-de-Fonds 1875–1877[3]
- Reformierte Kirche, Sitten 1876, 1968 durch Neubau ersetzt[4]
- Börse Zürich, Wettbewerb 1876–1877 (5. Preis)
- École des arts industriels, Genf 1876–1880 (heute École des arts decoratifs)[5]
- Bundesgericht, Wettbewerb, Lausanne 1877 (1. Preis, Ausführung Benjamin Recordon)
- École de Chimie, Genf 1878–1879[6]
- Schloss Sans-Souci, Versoix 1882–1884
- Schloss El-Masr, Cologny 1883–1884
- Villa Wenden, Cannes 1888–1890

Simmler
- Wolo AG, Wohn- und Kontorhaus Zürich 1893
- Tonhalleareal, Wettbewerb, Zürich 1895

## Belege
1. ↑  Gilles Barbey, Armand Brulhart, Georg Germann: Genève. In: Gesellschaft für Schweizerische Kunstgeschichte (Hrsg.): INSA Inventar der neueren Schweizer Architektur 1850–1920. Band 4. Orell Füssli, Zürich 1982, ISBN 3-280-01398-4, S. 340, Sp. 1, doi:10.5169/seals-5496 (französisch, e-periodica.ch).
2. ↑  INSA Fribourg. Band 4, S. 241/2   (e-periodica.ch).
3. ↑  Jacques Gubler: La Chaux-de-Fonds. In: Gesellschaft für Schweizerische Kunstgeschichte (Hrsg.): INSA Inventar der neueren Schweizer Architektur 1850–1920. Band 3. Orell Füssli, Zürich 1982, ISBN 3-280-01397-6, S. 201, Sp. 2, doi:10.5169/seals-4535 (französisch, e-periodica.ch).
4. ↑  Catherine Raemy-Berthod: Sion. In: Gesellschaft für Schweizerische Kunstgeschichte (Hrsg.): INSA Inventar der neueren Schweizer Architektur 1850–1920. Band 9. Orell Füssli, Zürich 2003, ISBN 3-280-05069-3, S. 83, Sp. 3, doi:10.5169/seals-10094 (französisch, e-periodica.ch).
5. ↑  INSA Genève. Band 4, S. 341/2   (e-periodica.ch).
6. ↑  INSA Genève. Band 4, S. 369/3   (e-periodica.ch).

| Personendaten    | Personendaten                  |
| ---------------- | ------------------------------ |
| NAME             | Simmler, Jacques               |
| ALTERNATIVNAMEN  | Simmler, Hans Jakob (Taufname) |
| KURZBESCHREIBUNG | Schweizer Architekt            |
| GEBURTSDATUM     | 30. Juli 1841                  |
| GEBURTSORT       | Zürich                         |
| STERBEDATUM      | 11. Februar 1901               |
| STERBEORT        | Zürich                         |